# Ladislav Kurucz
Ladislav Kurucz [kuruc] (15. ledna 1950 Tvrdošovce – 3. ledna 2014) byl slovenský fotbalový útočník a později trenér menších klubů.

## Hráčská kariéra
V československé lize hrál za Duklu Praha, vstřelil jeden prvoligový gól. V nižších soutěžích nastupoval také za Vagónku Česká Lípa a Jiskru Nový Bor.

### Ligová bilance
| Ročník                                   | Zápasy | Góly | Minuty | Klub                  |
| ---------------------------------------- | ------ | ---- | ------ | --------------------- |
| 1. československá fotbalová liga 1969/70 | 9      | 0    | 788    | AS Dukla Praha        |
| 1. československá fotbalová liga 1970/71 | 14     | 0    | 761    | AS Dukla Praha        |
| 1. československá fotbalová liga 1971/72 | 5      | 1    | 236    | AS Dukla Praha        |
| Česká národní fotbalová liga 1979/80     | –      | –    | –      | TJ Vagónka Česká Lípa |
| CELKEM I. LIGA                           | 29     | 1    | 1 785  |                       |